# Estelle Reiner
Estelle Reiner, född Lebost den 5 juni 1914 i New York i New York, död 25 oktober 2008 i Los Angeles i Kalifornien, var en amerikansk skådespelerska och sångerska. Hon var gift med Carl Reiner och mor till skådespelaren,  komikern och regissören Rob Reiner.

## Liv och karriär
Reiner föddes i Bronx i New York och utexaminerades från James Monroe High School. Hon blev bildkonstnär och träffade sin blivande man, Carl Reiner, medan hon arbetade i Catskills med att rita scenuppsättningar för hotellshower. Hon gifte sig med Reiner 1943 och paret fick tre barn; Rob, Lucas och Annie.
I 60-årsåldern blev Reiner kabarésångare och fortsatte i årtionden, fram till bara några år före sin död. Hon studerade skådespeleri med method acting-pionjären Lee Strasberg och med Viola Spolin, den amerikanska modern av improvisation. Hon medverkade i ett antal filmkomedier, bland annat filmen från 1980 Fatso, med Dom DeLuise, som Mrs. Goodman, och 1983 i filmen Dr. Hfuhruhurrs dilemma, med Steve Martin, i rollen som Turist i hiss och i Mel Brooks Det våras för Hamlet som Gruba.
Reiners mest bestående filmroll var i filmen från 1989 När Harry träffade Sally..., där regissören Rob Reiner gav sin mor rollen som kund i en scen med skådespelarna Billy Crystal och Meg Ryan i Katz Delicatessen, där Ryan fejkar det som beskrevs som "en mycket offentlig, (och mycket övertygande), orgasm". Efter att Ryan är klar utbrister Reiner: "I’ll have what she’s having", (översatt: Jag ska be att få samma sak). Kommentaren kom på plats 33 i American Film Institutes lista över topp 100 filmcitat.